# Línea 15A (Suburbanos Montevideo)
La línea 15A de la red de transporte  suburbano de Montevideo une la terminal Baltasar Brum con San Antonio.

## Historia

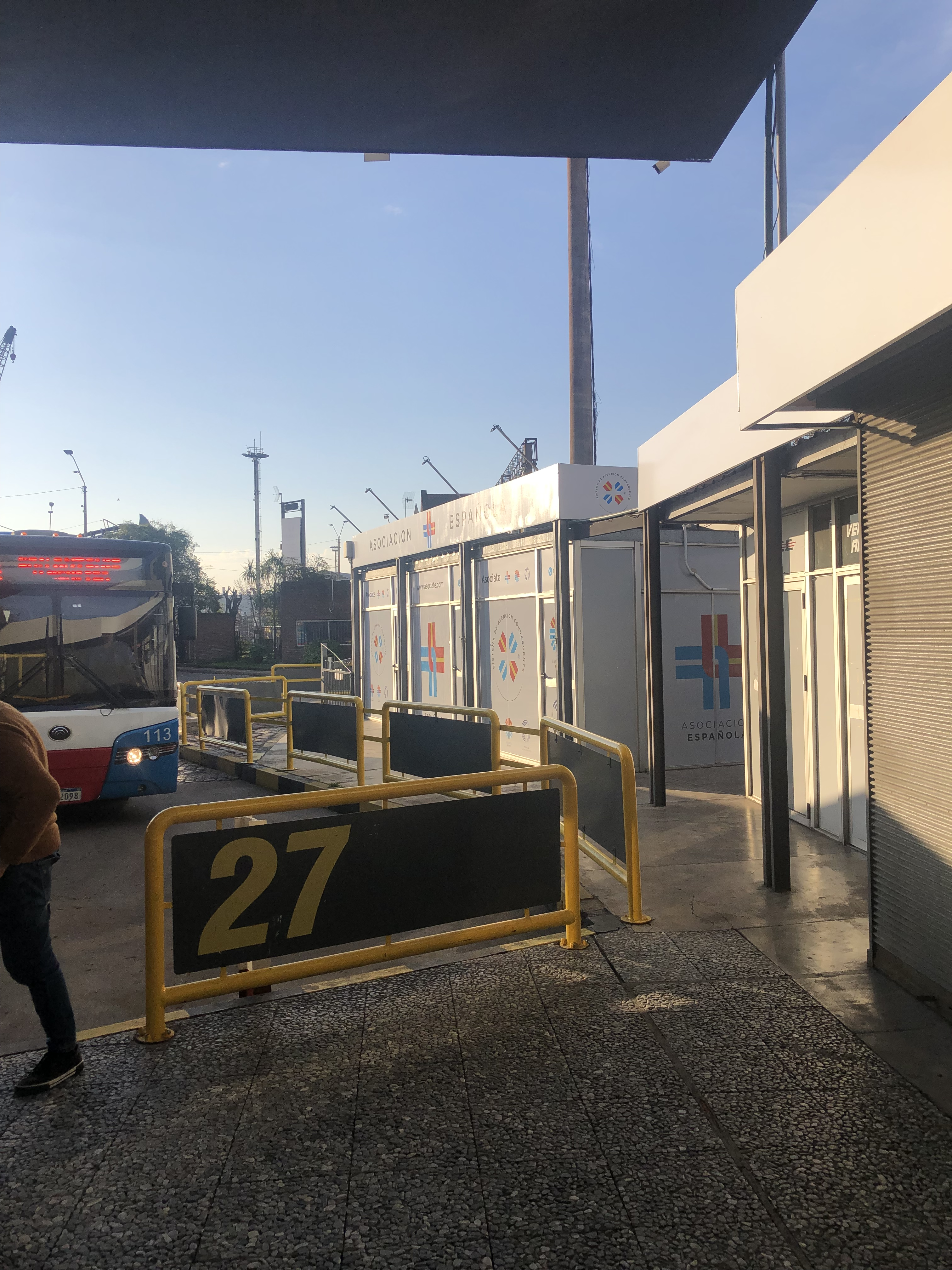
Línea 15A en el andén 27 de la Terminal Baltasar Brum.

Fue creada en los años cincuenta y desde sus inicios operada por la Empresa de Ómnibus de San Antonio (EOSA). En el año 2001 la misma fue adquirida por la empresa Casanova, quien en la actualidad es la operadora del servicio.
En el año 2021 comenzó a formar parte del Sistema de Transporte Metropolitano y los beneficios del mismo para sus usuarios.